# Schilpario
Schilpario är en ort och kommun i provinsen Bergamo i regionen Lombardiet i Italien. Kommunen hade 1 157 invånare (2018).